# Emilie Dormann
Emilie Dormann (* 19. April 1872 in Neudorf LU; † 27. April 1950 in Luzern; heimatberechtigt in Gunzwil und Luzern) war eine Schweizer Krankenpflegerin und Geistliche.

## Leben
Emilie Dormann wurde als Tochter des Händlers und Landarbeiters Josef Dormann und der Anna Stocker geboren. Nach dem frühen Tod der Eltern wuchs sie in Meggen bei ihren Paten, Albert Scherer, Weinhändler, Gemeindeammann und Grossrat der liberalen Partei, und dessen Frau Anna Amrein, Präsidentin des Gemeinnützigen Frauenvereins Luzern, auf.
Dormann besuchte das Institut Colombier (NE) und machte anschließend eine Ausbildung zur Krankenpflegerin. Von 1891 bis 1909 arbeitete sie als Hilfs- und Operationsschwester beim Arzt Robert Stocker in Luzern. Im Jahr 1910 trat sie in die von Regens Wilhelm Meier für die Wöchnerinnenpflege gegründete Gemeinschaft der St.-Anna-Schwestern ein, deren Oberin sie bis 1947 war. Als Pionierin in der Krankenpflege gelang es ihr, die Einrichtung in ein modernes Spital zu verwandeln. Sie eröffnete Tochterkliniken in Lugano und Freiburg und begründete 1927 eine Mission in Britisch-Indien.